# كلير هاميل
كلير هاميل (بالإنجليزية: Claire Hamill)‏ هي مغنية مؤلفة ومغنية بريطانية، ولدت في 4 أغسطس 1954 في Port Clarence ‏ في المملكة المتحدة.

## وصلات خارجية
- الموقع الرسمي
- كلير هاميل على موقع IMDb (الإنجليزية)
- كلير هاميل على موقع ميوزك برينز (الإنجليزية)
- كلير هاميل على موقع أول ميوزيك (الإنجليزية)
- كلير هاميل على موقع ديسكوغز (الإنجليزية)